# Королівство Галичини та Володимирії
Королівство Галичини та Володимирії (нім. Königreich Galizien und Lodomerien, пол. Królestwo Galicji i Lodomerii) — коронний край, утворений на історичних землях Королівства Руси та Руського воєводства, складова частина Габсбурзької монархії, Австрійської імперії й Австро-Угорщини в 1772—1918 роках.
Об'єднувало українські етнічні землі (Волинь і Галичину) та землі, населені переважно поляками (Західна Галичина). Більша частина Володимирії-Волині після поділу Речі Посполитої герцогством Австрія, Російською імперією і Королівством Пруссія відійшла до Російській імперії.
Основній території колишньої провінції тепер відповідає історичний регіон у східній частині Центральної Європи, більш відомий під назвою Галичина, з середини XX століття розподілений між Україною та Польською Республікою.

## Історія

### Передумови
Історично-юридичною підставою для створення королівства було існування Королівство Русь, яке постало на базі Галицько-Волинського князівства династії Романовичів утвореного волинським князем сполучивши Галицьке з Волинським князівством у 1199 році.
Легітимно коронованими Папою римським королями Русі були Данило Романович (з 1253) і Юрій Львович. Сини короля Юрія Львовича Лев і Андрій використовували титул dux Galiciae dux Ladimirae, тобто князь Галичини та Володимирії.
Титул короля Галіції та Лодомерії, носили угорські королевичі Коломан і Андраш (Андрій). Значну частину, а саме південно-західні землі Королівства Руського після 1349 року завоював польський король Казимир III, що був у змові з угорським монархом, якому водночас номінально належав титул Короля Галичини та Лодомерії, цей титул у XIV ст. підтвердив Папа Римський. Казимиру не вдалося завоювати всі землі Русі, на які він претендував, зокрема більшість Волині відійшла до Литви. Угода ж Казимира III з угорським монархом полягала в тому, що на час життя Казимира III Руське Королівство належатиме йому, якщо той не матиме синів, тоді Руські землі завойовані Казимиром III перейдуть Угорщині, що у підсумку й сталося. У 1370 році після смерті бездітного короля Казимира III королем Польщі став угорський монарх з французької династії Анжу, Людовік І Великий. Окрім того, він отримав у правління верхню Галичину та південний захід Волині, Белзьку і Холмську землі, отож став першим з початку XIII ст. угорським монархом, який правив частиною Русі не де-юре, а де-факто. Східні землі Галичини, що стали Поділлям були теж розділені, захід відійшов Польщі, схід як Брацлавське воєводство відійшов до Литви.
Після смерті Людовіка Угорщину і частину Руського Королівства успадкувала його донька Марія, а королевою Польщі стала друга донька — Ядвіга. У 1387 році під час усобиць в Угорщині Ядвіга захопила значна частину Руського Королівства і почала титулуватись як «пан і володар Русі», водночас титул короля Галіції та Лодомерії залишився за монархами Угорщини, за Марією та її чоловіком Сигізмундом Люксембургом.
У середині XVI ст. королівство Угорщини було поділене поміж Османською імперією і Габсбургами; до останніх перейшли всі титули через династичні шлюби, зокрема й королів Галичини та Володимирії. Через неможливість існування паралельно двох королів Русі у якості польського та угорського потім австрійського монарха, Королі Польщі були вимушені титулувались «панами і володарями» Русі, а не королями після 1390-их років.
У 1440 році після надання королем Польщі Владиславом Яґайлом Єдлінського Привілею шляхті підпольської Русі, землі Королівства Руського були реорганізовані у Руське Воєводство. У такому статусі під короною Польщі вже Руське воєводство проіснувало до 1772-го року, коли під час поділів Речі Посполитої воно було завойоване Габсбургами, які відновили статус королівства реорганізувавши Руське воєводство назад у Королівство, але не з назвою Руське, а у Королівство Галичини та Володимирії (Волині).
Розбіжність у титулах Король Русі та Король Галичини та Володимирії виникла у 13 ст. через те, що коли угорські монархи через династичні шлюби отримали право на успадкування влади, держава звалася Князівство Галицько-Волинське, і корону у Папи отримали, саме на Галицько-Волинське князівство. У той час, як з другої половини 13 ст. Галицько-Волинське князівство стало Королівством Руським після коронації монарха Данила Романовича. І саме як Королівство Руське було захоплено Казимиром III через що, і фігурує Казимир III як Король Русі, а не Король Галичини та Володимирії, що пізніше знайде втілення у назві Руського воєводства. Коли ж землі ця частина земель Русі від Польщі у 18 ст. була завойована Габсбургами, ті як спадкові нащадки угорського престолу відновили саме ту назву титулу, що була в угорських монархів, тобто «Король Галичини та Володимирії».

### Утворення
«Королівство Галичини та Володимирії (Лодомерії)» було утворене 1772 року як нова адміністративна одиниця Габсбурзької монархії. Королівство постало внаслідок анексії австрійцями Галичини після першого поділу Речі Посполитої. Загальна площа приєднаних земель становила 83 тис. км² з населенням понад 2 млн 340 тис. осіб. Це була друга за величиною провінція Австрійської монархії (після Угорщини).
У серпні 1772 року цісарева Марія Терезія заявила про необхідність облаштування Галичини на зразок Богемського королівства та Моравського маркграфства, керівництво здійснював призначений губернатор з кільканадцятьма губернськими радниками.
У березні 1773 року до королівства приєднано район Спішу, а 1775 році — Буковина, вилучена в Османської імперії.

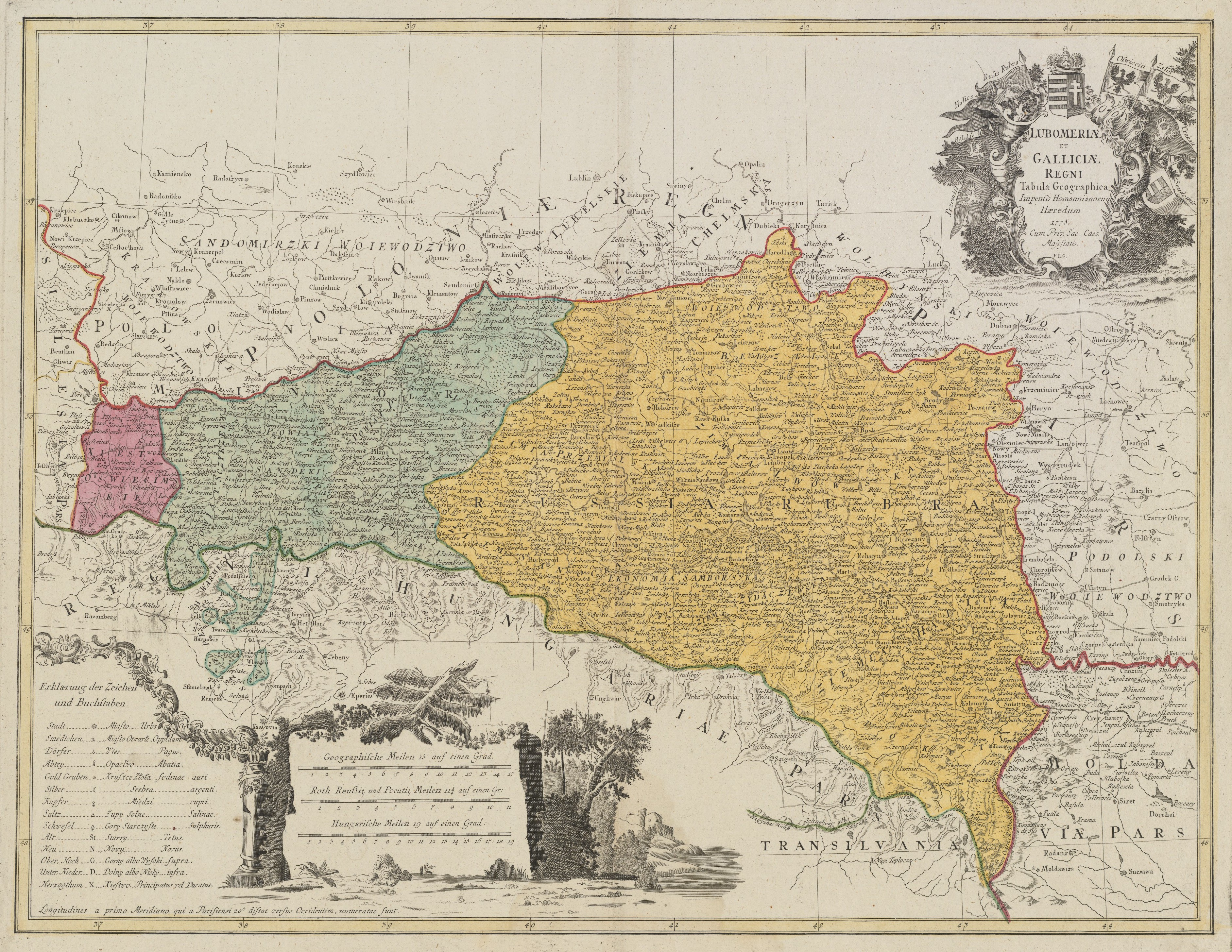
Мапа Королівства Галичини та Володимирії 1775 року, на кольорому тлі позначені: жовтим — Червона Русь (Russia Rubra), зеленим — Малопольща (Polonia Minor), червоним — Освенцимське князівство

13 травня 1783 року Йозеф II видав декрет про піднесення міст Галичини та Лодомерії, здійснили їх класифікацію. До І-го класу належав Львів (столиця, резиденція губернської влади), до II-го — королівські міста (мали спеціальний імператорський привілей), до III-го — муніципальні (всі, що мали магістрат).
1795 року внаслідок ліквідації Речі Посполитої Габсбурґи приєднали до своїх володінь Краків, Холмщину, Південне Підляшшя та смугу етнічної польської території над Віслою. 1803 року вони ввійшли до складу Королівства Галичини та Володимирії під назвою земель Нової Галичини. Збільшення кількості поляків у новоутвореному королівстві спричинило довголітнє міжнаціональне українсько-польське суперництво у Галичині.
1796 року створено провінцію Західна Галичина з центром у Кракові. 18 травня 1803 офіційний Відень ліквідував її, територію приєднали до Львівської губернії.

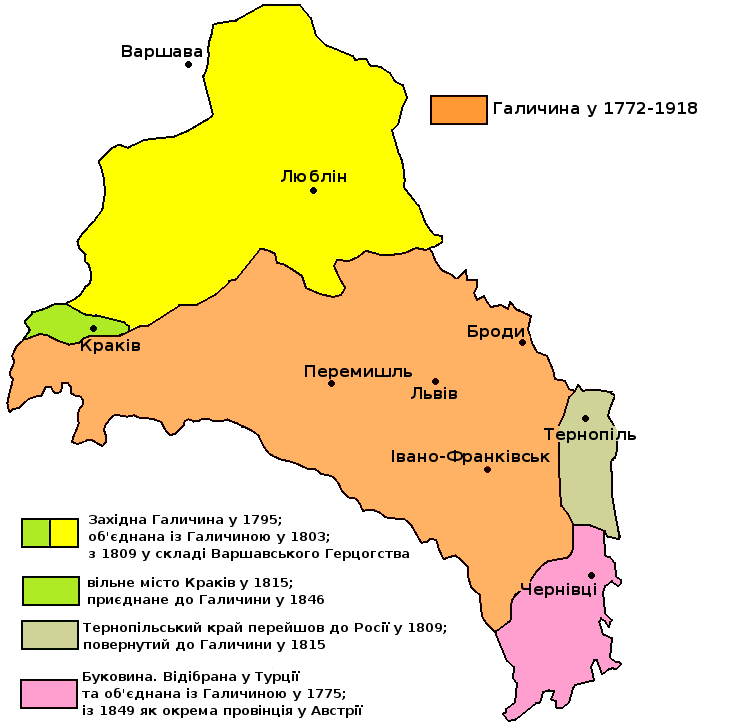
Територіальні зміни Галичини у 1772—1918 роках

1809 під час Наполеонівських воєн частина провінції  увійшла до складу французького сателіта — герцогства Варшавського, інша ж — північна частина Холмщина була завойована Російською імперією та реорганізована у губернію.
1815 року за підсумками Віденського конгресу до складу королівства повернувся Тернопільський край, який з 1809 року перебував у складі Російської імперії.
1846 року королівство поповнилось територією Вільного міста Кракова, але 1849 року позбулося Буковини, виділеної в окрему адміністративну одиницю — Буковинське герцогство.
Столицею Королівства Галичини та Володимирії став Львів. Адміністративні посади обіймала польська шляхта, хоча більшість населення становили українці. Окрім них, на території королівства були численні єврейські та вірменські громади.
До 1849 року королівством управляли з Відня здебільшого етнічні німці та онімечені чехи. Першим губернатором був Антон фон Перґен, який за дорученням імператора склав «Меморіял» — опис краю, єдиний історичний документ про тодішню Галичину — і вручив його Йосифу II після його прибуття 6 серпня 1773 до Львова. Командувачем військ, які зайняли Галичину та Володимирію, був генерал словацького походження Андрей Гадік — наступник фон Перґена на посаді. Імператори Йосиф II і Франц II скасували у Галичині кріпацтво й урізали у вольностях місцеву шляхту. Міщани і селяни отримали право на вільне одруження, скаргу й апеляцію до суду. Українську католицьку церкву візантійського обряду, перейменовану на Греко-католицьку церкву, зрівняли в правах з Римо-католицькою, вона отримала семінарії та митрополита.
Хоча такі заходи не були популярними серед аристократії, однак вони зміцнили авторитет австрійських монархів серед простих українців.

### Німецька колонізація
З червня 1782 до січня 1786 в Галичину переселилися 14 735 колоністів. Вони оселялись або в селах з місцевим населенням, або засновували нові. У Східній Галичині, де була потреба удосконалювати сільське господарство, іммігранти з німецьких країн були бажаними поселенцями.

### Абсолютизм і революція
У 1815 р., згідно з рішеннями Віденського Конгресу, Люблінську область і навколишній край (Нова, або Західна, Галичина) Австрія віддала Польщі, якою управляв російський цар, а Тернопільський край та Південне Поділля Австрії повернула Росія, що володіла ними з 1809 року. Велике місто Краків і навколишня територія (колись також частина Нової, або Західної, Галичини) стали Вільним містом Краків.
1820-ті і 1830-ті роки були періодом абсолютистського правління з Відня. Місцева галицька бюрократія складалася здебільшого з німців і онімечених чехів, діти яких часто бували полонізованими. Після невдалого повстання за участі кількох тисяч галицьких добровольців в Королівстві Польському, окупованому Російською імперією в 1830-31 роках, багато польських втікачів прибуло до Галичини. Польський сепаратистський рух австрійці швидко придушили не без допомоги галицького селянства, яке було лояльним до імператора. Одним з наслідків цього невдалого повстання стало включення 1846 року колишнього польського вільного міста Краків до складу Галичини, під адміністративне підпорядкування Львова.
У 1830-х роках у східній частині Галичини розпочалося національне пробудження серед русинів. Активісти, передусім з числа греко-католицьких семінаристів (Перемиський церковний гурток, «Руська трійця»), під романтичним впливом визвольного руху в Європі почали привертати увагу простого люду до мовно-культурної проблеми (праці Маркіяна Шашкевича «Азбука і abecadło», Якова Головацького «Становище русинів Галичини», альманах «Русалка Дністровая» (1837) тощо), наголошуючи на єдності русинів-українців на всій українській етнічній території.
1846 року було найбільше селянське повстання у Галичині. Тоді розгромили 474 панські двори, вбили 728 поміщиків, управителів і дрібних шляхтичів. В окремих округах розгромили від 19,2 до 89,1 % поміщицьких маєтків.
У 1848 р. революції відбулися у Відні і інших частинах Австрійської імперії. У Львові 2 травня 1848 русини-українці створили Головну Руську Раду (ГРР) — самоврядний орган русинів-українців на чолі з єпископом Григорієм Яхимовичем. А 23 травня 1848 польські шляхтичі українського походження створили «Руський Собор» — антипод Головної Руської Ради; сформували також Польську Національну Раду (раніше ГРР).
Ще перед оголошенням рішення Відня залишки панщини скасував губернатор Франц фон Стадіон для стримання заколоту. Окрім того, польським закидам на Галицьку автономію протистояли запити русинів про національну рівність і розділення Галичини на Східну — русинську, і Західну — польську частину (19 квітня 1848 року губернатору Францу фон Стадіону було вручено петицію на ім'я цісаря з вимогами:
- запровадження у школах і громадському житті української мови
- забезпечення русинам доступу до всіх посад, зрівняння правами духовенства всіх обрядів (автор петиції — крилошанин Михайло Куземський; була досить поміркованою, питання скасування панщини не порушувала[17]).

Зрештою, Львів зайняли імперські війська, заколот був придушений. Губернське правління замінили намісництвом і з 1849 року своїми намісниками цісар завжди призначав поляків.

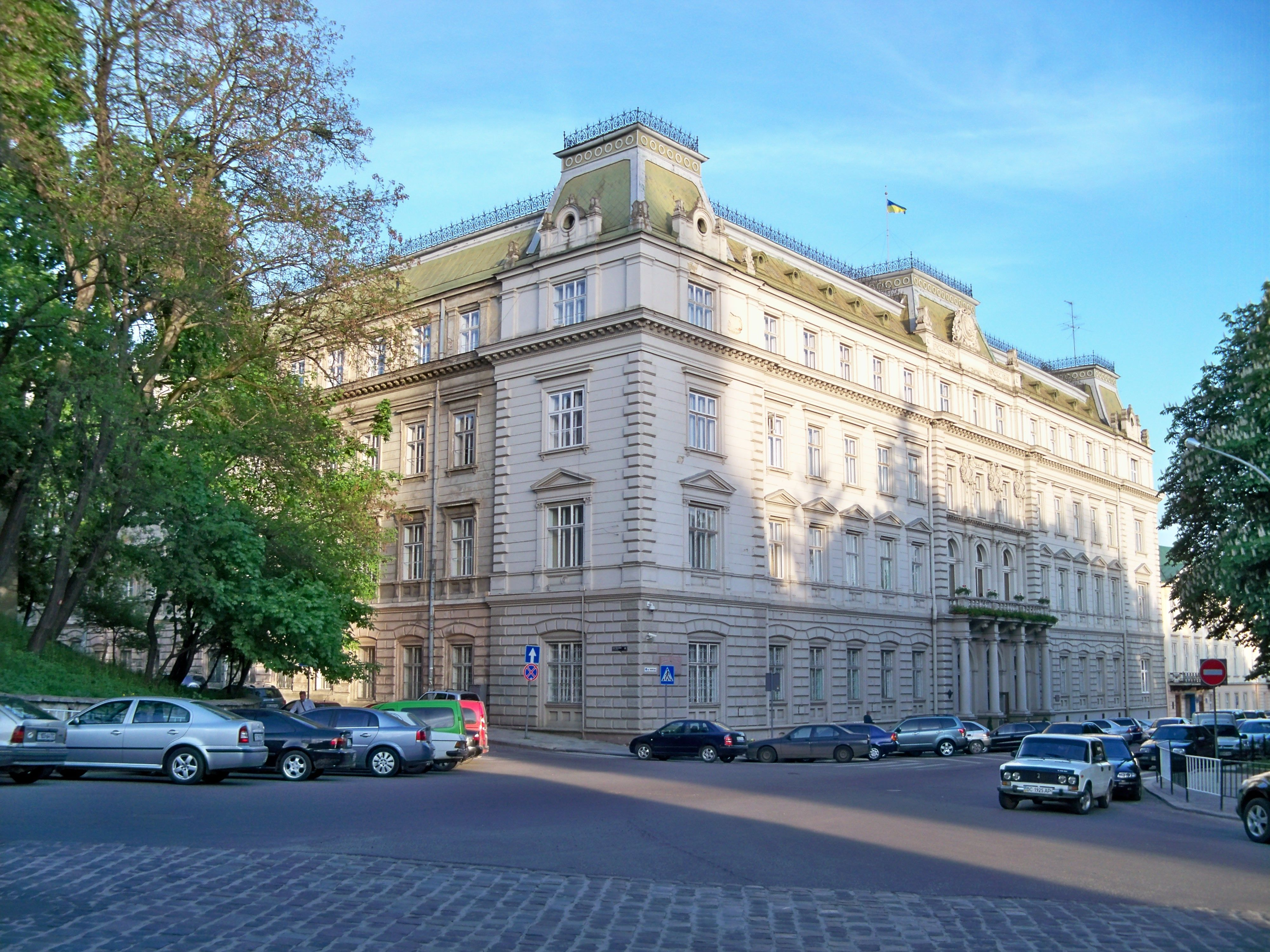
Будинок Галицького намісництва

Десятиліття відновленого абсолютизму знадобилося, щоб утихомирити поляків. Графа Аґенора Голуховського, консервативного представника аристократії східної Галичини (так званої Подолії), було призначеним вікарієм. Він почав полонізацію місцевої адміністрації і пропонував українцям ідею розділення провінції. Вона не відбулася, проте примусила греко-католицьку церкву використовувати Григоріанський календар, спробувати серед українців замінити кирилицю латинською абеткою, що викликало так звану «азбучну війну» в тогочасній галицькій пресі.

### Конституційні реформи
У 1859 р., після австрійської військової поразки в Італії, імперія розпочала конституційні експерименти. У 1860 р. Віденський Уряд під впливом Аґенора Голуховського випустив свій Жовтневий Статут, який закріпляв консервативне облаштування федеративної імперії, але негативний відгук на нього в німецькомовних землях призвів до змін в уряді і видання Лютневого Акту, який припиняв децентралізацію. Проте, у 1861 р. Галичині були надані Законодавчі Збори або Сейм (гал. Сойм). Хоча спочатку про-габсбурзьке українське і польське селянство було широко представлене на зборах (половина зборів) і тому обговорювались соціальні питанання та автономія українців, пізніше ж зменшилась кількість українців і селянства, в Сойм здомінували польська аристократія і панство, які були прибічниками загальної автономії Галичини. Цього ж року розпочались заворушення в Російській Польщі, які мали деякий відгук у Галичині. Сейм припиняв збори.
У 1863 в «конгресовій» (російській) Польщі вибухнуло національне повстання, тому на 1864—1865 pр. австрійський уряд оголосив стан облоги в Галичині, тимчасово припинивши громадські свободи.
У 1865 були повернені громадські свободи і продовжені переговори про автономію між польською аристократією і Віднем.
Тим часом серед частини українців виник рух за з'єднання з Російською Імперією інспірований Росією. Екстремісти цього руху були відомі як «москвофіли». Але переважна більшість українців покладали надії на національну рівність у межах Австрійської Імперії і поділом Галичини за етнічною ознакою.

### Галицька автономія

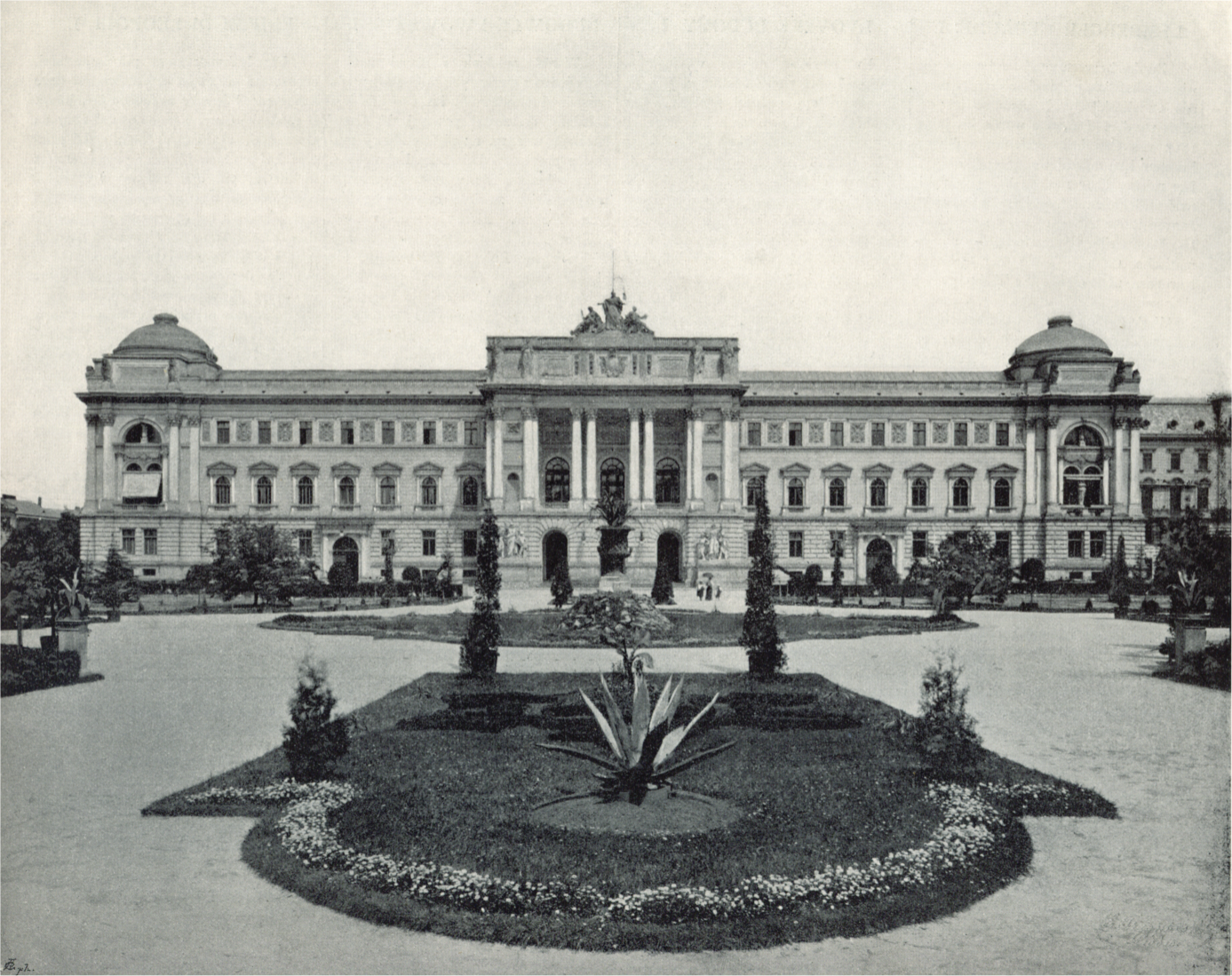
Галицький сейм у Львові

У 1866 р. після битви під Садовою і поразки в австро-прусській війні Австрійська імперія відчула наростання внутрішніх проблем. Задля зміцнення монархії цісар Франц Йосиф І почав переговори з угорською шляхтою, щоби заручитися її політичною підтримкою. Хоча деякі члени уряду (наприклад, президент міністрів Ріхард фон Белкреді) радили цісареві укласти конституційну угоду зі всіма націями імперії, які утворили би федеративну структуру. Белкреді вважав, що виокремлення інтересів Угорщини відштовхне від Відня інші національності. Проте Франц Йосиф I був неспроможний знехтувати впливом угорської шляхти, яка не сприйняла би щось ширше за австро-угорський дуалізм.
Після австро-угорської угоди у лютому 1867 Австрійська імперія була перетворена на дуалістичну Австро-Угорщину. Хоча польські та чеські плани щодо входження відповідних частин монархії у федеральну структуру зазнали невдачі, але стійкий (хоч і повільний) процес лібералізації австрійського правління почався і в Галичині.
Представники польської аристократії й інтелігенції звернулися до цісаря з проханням про збільшення автономії для Галичини. Їхні вимоги не були прийняті відразу, але дали вектор напряму руху на майбутні роки.
Від 1873 Галичина була de facto автономною провінцією Австро-Угорщини з польською і (дещо меншою мірою) українською офіційними мовами.
Германізацію було припинено, цензуру зменшено. Галичина адміністративно ввійшла до складу Цислейтанії, але Галицький Сейм і провінційна адміністрація мали широкі повноваження та прерогативи, особливо в освіті, культурі та місцевих справах.
Ці зміни підтримували багато польських інтелектуалів. У 1869 році група молодих консервативних публіцистів у Кракові видала серію сатиричних памфлетів під назвою Teka Stańczyka. Лише через 5 років після трагічного кінця Січневого повстання «станьчики» у своїх памфлетах висміяли ідею збройного національного повстання і підтримали компроміс з «ворогами Польщі», особливо з Австро-Угорщиною, концентрацію на економічному зростанні та прийняття політичних поступок, запропонованих Віднем. Це політичне угрупування відоме як «краківські консерватори». Разом із консервативними польськими землевласниками Східної Галичини («подоляками») вони політично панували в Галичині до 1918.

### Велика економічна міграція
Початок 1880-х у Галичині був позначений масовою еміграцією місцевого селянства. Міграція, що спочатку починалась як сезонна до Німеччини (недавно об'єднаної і економічно динамічної), пізніше стала трансатлантичною з найбільшою міграцією до США, Бразилії та Канади.
Викликана несприятливими економічними умовами Галичини, де у селах бідність була масовим явищем, міграція спочатку відбувалась із західної, польської частини Галичини, але швидко поширилась на східну, українську частину. Поляки, українці, євреї та німці взяли участь у цьому масовому русі. Поляки мігрували головним чином до Нової Англії й на середній захід США, частково — до Бразилії та до деяких інших місць; Українці мігрували головно до Бразилії, США та Канади, що збіглося в часі з іншою інтенсивною хвилею української міграції — з Півдня Поділля до Західної Канади; євреї мігрували до Нового Світу безпосередньо або через інші частини Австро-Угорщини. Сотні тисяч людей були залучені в цю Велику економічну міграцію, яка зростала до початку Першої світової війни у 1914. Війна тимчасово призупинила міграцію, і вона вже ніколи не сягала таких розмірів.

### Перша світова війнаі польсько-український конфлікт
Під час Першої світової війни Галичина стала місцем важких боїв між Росією і Центральними державами. Російські війська зайняли більшість краю в 1914 році, завдавши поразки австро-угорській армії на Східному фронті в перші місяці війни. Проте навесні і влітку 1915 року вони були витиснуті об'єднаними німецько-австро-угорськими силами.
Після утворення ЗУНР українська частина колишнього Королівства Галичини та Володимирії увійшла до її складу згідно з «Тимчасовим основним законом» від 13 листопада 1918 року.
У 1918 році Західна Галичина стала частиною відновленої Польщі, яка зброєю приєднала до себе українські самопроголошені держави Галичини — Західно-Українську Народну Республіку та Лемко-Русинську Республіку. Протягом Польсько-радянської війни російською стороною в Галичині була проголошена Галицька Соціалістична Радянська Республіка. Незважаючи на супротив українців, польська анексія Східної Галичини була визнана міжнародною спільнотою 1923 року.

## Адміністративний поділ

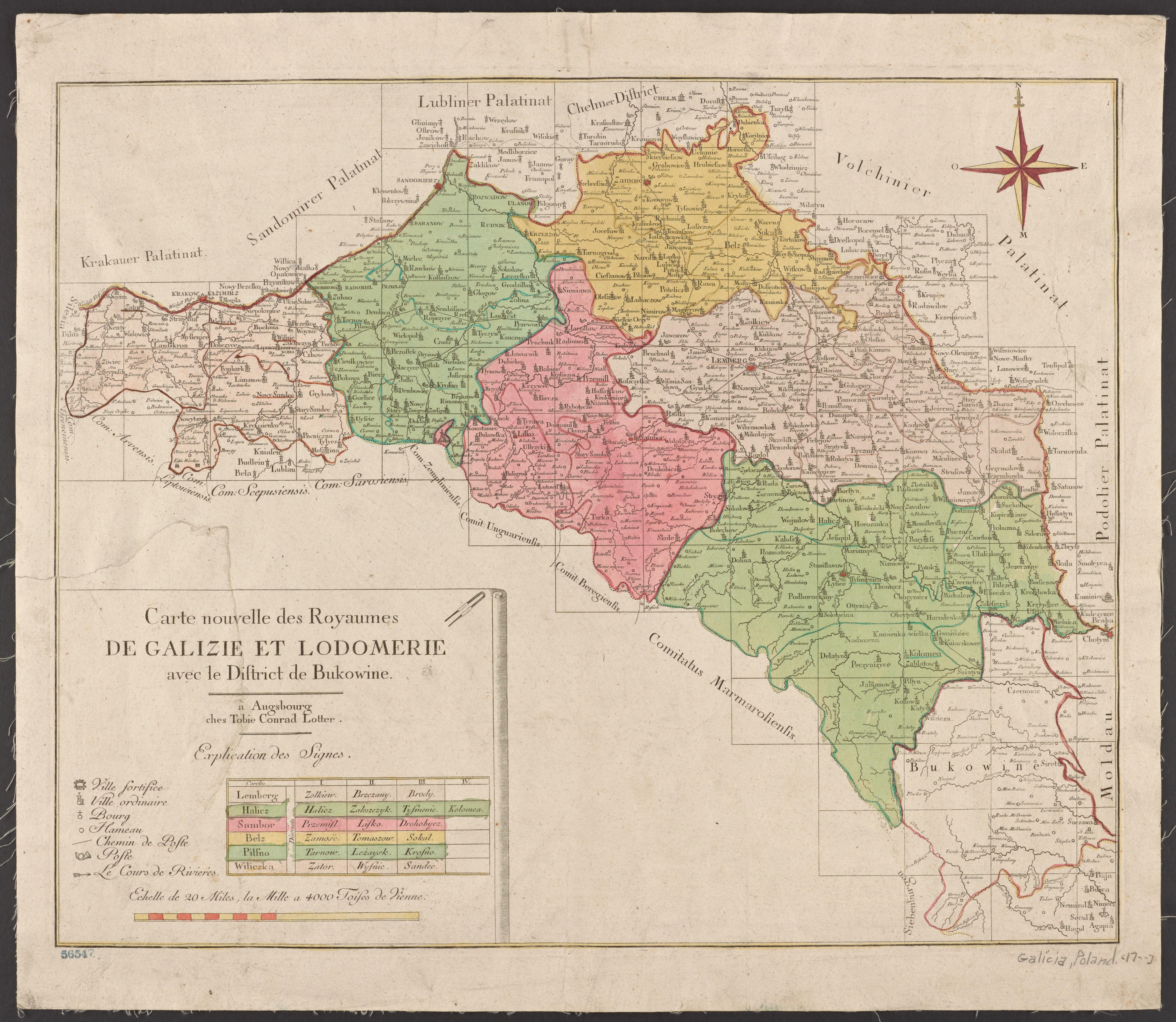
Адміністративний поділ Королівства Галичини та Володимирії у 1777—1782 роках

3 травня 1773 р. придворна канцелярія видала раднику Кочану інструкцію, з якою його відправили до Галичини здійснити адміністративну реорганізацію краю. В ній, зокрема, вказувалось, що кількість адмінодиниць — округів — має бути не більше семи. 23 липня 1773 губернатор Антон фон Перґен видав циркуляр керівникам новостворюваних адміністративно-територіальних одиниць. У листопаді 1773 року Королівство Галичини введена класифікація, аналогічна тодішній в Австрії, — 6 округів (крайсів), які об'єднували первинно 59 районів (бецирків), кількість яких скорочена патентами в 1787 до 19:
- Велицький: Район Затор, Вісьнич, Новий Сонч
- Пілзеньський: Район Кросно, Тарнів, Лежайськ
- Самбірський: Район Лісько, Перемишль, Дрогобич
- Белзький: Район Сокаль , Томашів, Замостя
- Львівський: Район Броди, Бережани, Жовква
- Галицький: Район Галич, Тисмениця, Коломия, Заліщики

Наступна зміна адміністративного устрою була прийнята указом Йосифа II 22 березня 1782 року, внаслідок якої шляхом злиття попередніх районів Коломия і Тисмениця в округу Станіслав залишилося 18 округів, яких після приєднання Чернівецького округу в 1786 р. стало 19. Їх склад залишався практично без змін до 1860-х років, за винятком перетворення в 1849 р. округу Буковина в окремий коронний край — Герцогство Буковина.
Округи (циркули, крайси):
- Львівський: резиденція — Львів, центри дистриктів (бецірків): Рава-Руська, Городок (Ягайлонський), Жовква, Бібрка, Золочів, Броди, Зборів, Теребовля, Бережани
- Галицький: резиденція — Галич, центри дистриктів: Жидачів, Монастириська, Буданів, Долина, Тисмениця, Тлумач, Снятин, Чортків, Надвірна, Уторопи, Делятин, Косів
- Белзький: резиденція — Замостя, центри дистриктів: Уланів, Горай, Замостя, Любачів, Грубешів, Лящів, Угнів, Витків
- Самбірський: резиденція — Самбір, центри дистриктів: Дубецько, Ярослав, Сянок, Лісько, Перемишль, Бісковичі, Дрогобич, Стрий, ще 2 невідомих
- Велицький: резиденція — Величка, центри дистриктів: Бяла, Мислениці, Величка, Бохня, Живець, Йорданув, Дембно, Новий Торг, Новий Санч
- Плзеньський: резиденція — Ряшів, центри дистриктів: Баранув, Домброва, Ряшів, Кольбушова, Переворськ, Пільзно, Ланьцут, Бєч, Дукля, Кросно.[20]

З 1850 р. через організацію двох апеляційних судів територія ділилася на 2 округи: Львів (включав 12 крайсів з містом Львів і надалі отримав назву Східна Галичина) і Краків (включав 7 крайсів з містом Краків і надалі отримав назву Західна Галичина), крайси ділилися на дистрикти (повіти), кожен з яких мав свій номер (110 — у Східній Галичині, 68 — у Західній).

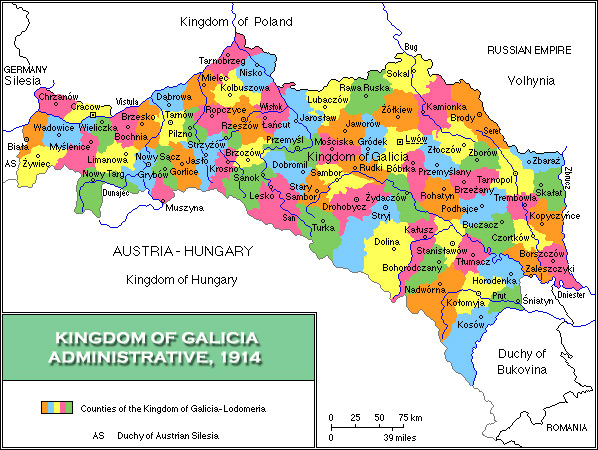
Адміністративний поділ Королівства Галичина, 1914

В 1865—1867 роках реорганізовано мережу повітів; залишилося 79 повітів. 1914 р. вже було 82 повіти.

## Демографія
У 1773 році Галичина мала близько 2,6 мільйона мешканців у 280 містах і приблизно 5,500 селах. Було приблизно 19 000 шляхетських родин з 95 000 членами (близько 3 % населення). Кількість селян — 1,86 мільйонів, тобто понад 70 % з населення. Нечисленними були фермери, більшість із них (84 %) мали лише маленькі володіння або були безземельні.
Жодна провінція Австрійської монархії не мала такого етнічного різноманіття, як Галичина: українці, поляки, німці, вірмени, євреї, угорці, цигани, липовани тощо. Поляки переважали на заході, українці на сході.
Євреї до Галичини імігрували в середні віки з Німеччини і здебільшого говорили мовою їдиш, через що при переписах зараховувались до німців. Німецькі колоністи зазвичай називалися за регіоном Німеччини, звідки вони прибували (наприклад саксонці або шваби). Проте була чітка відмінність у віросповіданні: більшість поляків були католиками, українці були здебільшого греко-католиками. Євреї, які становили третю найбільшу релігійну групу, були здебільшого юдеями.
Середня тривалість життя 27 років для чоловіків і 28,5 років для жінок була нижчою порівняно з 33 і 37 в Богемії, 39 і 41 у Франції і 40 і 42 в Англії. Також і якість життя була набагато нижча. Щорічне споживання м'яса не перевищувало 10 кілограмів на душу населення порівняно з 24 кг в Угорщині і 33 в Німеччині.

## Економіка
Незважаючи на те, що цей край був одним з найлюдніших у Європі, Галичина була однією з найменш розвинутих економічно. У 1888 році Галичина мала площу 78,550 км² і населення близько 6,4 мільйонів осіб, у тому числі 4,8 мільйонів селян (75 % населення). Населеність склала 81 людину на км² і була вища, ніж у Франції (71 осіб/км²) або Німеччині.
Статистика вказує, що Галичина і Лодомерія були бідніші за області на захід від неї. Середній прибуток на душу населення не перевищував 53 Австро-Угорські гульдени (RG) (порівняно з 91 RG в Польщі, 100 в Угорщині і більше 450 RG в Англії на той час).
Також податки були відносно високі й дорівнювали 9 рейнським гульденам на рік — 17 % з щорічного прибутку (порівняно з 5 % у Пруссії і 10 % в Англії). Також відсоток людей з високим прибутком був набагато нижчий, ніж в інших частинах Монархії і Європи: податок на предмети розкоші, заплачений людьми, чий щорічний прибуток перевищив 600 RG, заплатило 8 осіб на кожні 1000 мешканців (порівняно з 28 в Богемії і 99 в Нижній Австрії). Незважаючи на високе оподаткування, державна заборгованість уряду Галичини перевищила 300 мільйонів RG, це приблизно 60 RG на душу населення.
У цілому, регіон використовувався Австро-Угорським урядом здебільшого як джерело дешевої робочої сили і новобранців для армії (див. війни Австро-Угорщиникат), а також як буферна зона з Росією. Навіть на початку 20-го століття в краї розвивалися галузі, пов'язані з військовим виробництвом. Найбільшими державними інвестиціями в регіон були залізниці й фортеці Перемишль, Краків та інші міста. Промисловий розвиток був здебільшого пов'язаний із приватною нафтопромисловістю і соляними промислами.
У 1900 р. один лікар припадав на 9000 жителів. У 100-тисячній Борщівській окрузі не було жодної лікарні. У 33 % міст не було шкіл, і один учитель припадав на 91 учня. Були значні диспропорції структури землекористування: понад 40 % площ перебували в руках 2,4 тис. осіб великих власників, у той час як 80 % селян мали наділи менші за 4 га.

### Грошові одиниці

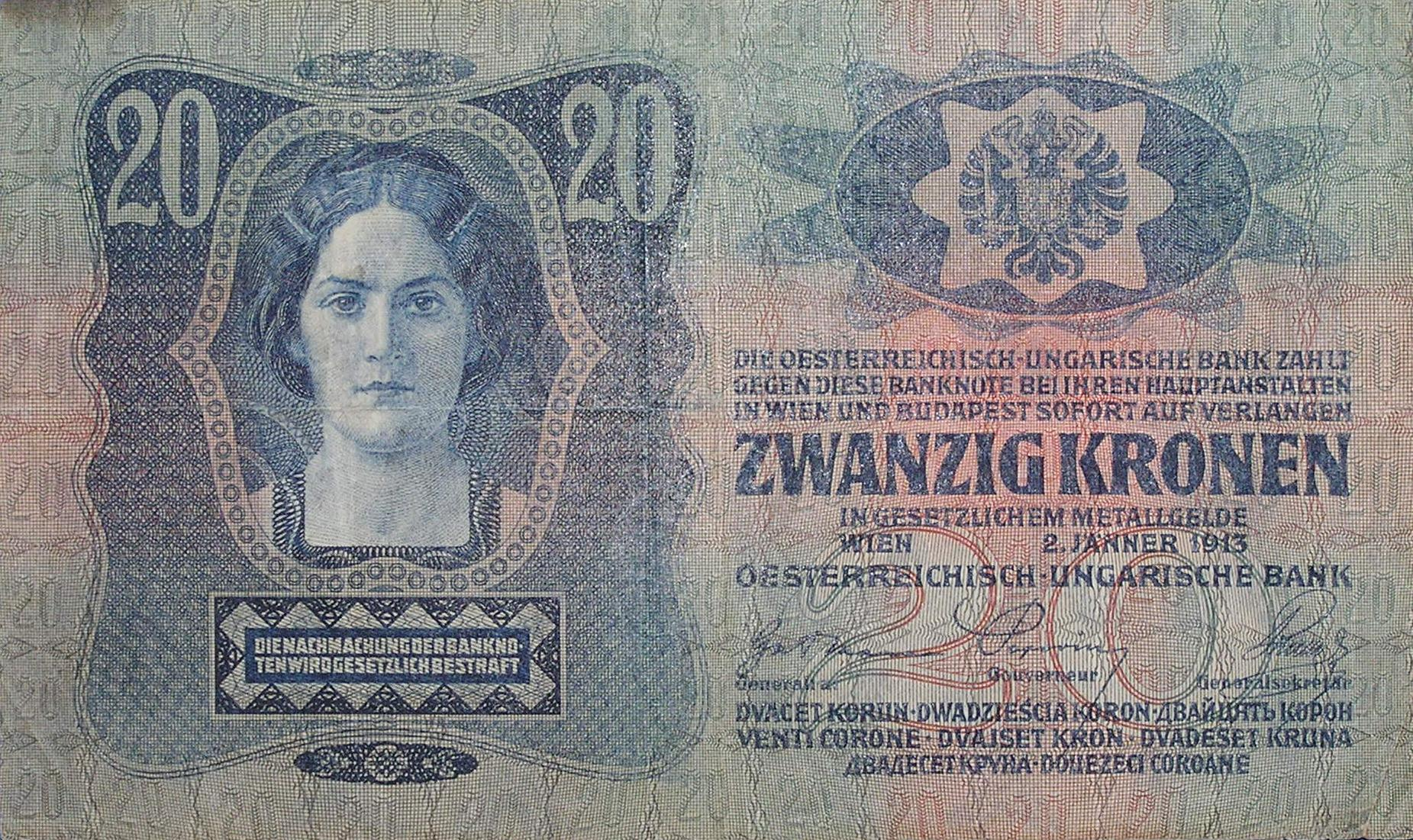
Австро-угорська крона

Основними грошовими одиницями Королівства були австрійські:
- паперові — банкоцеттель (1796—1811), віденська валюта (чи обмінні (викупні) білети), Австрійська валюта (1858—1892), крони
- монети — талери Марії Терезії, австрійські гульдени, крони та інші.[23]

Див. також: Бідність в Австрійській Галичині

## Прапор
До 1849 року Галичина та Володимерія були єдиною губернією з Буковиною і використовували синьо-червоний прапор (що складався з двох горизонтальних смуг: верхня — синього кольору, нижня — червоного).
У 1849 році Буковина отримала незалежний від Галицько-Володимерської статус і зберегла синьо-червоний прапор. Галичина отримала новий прапор, який складався з трьох горизонтальних смуг: синьої, червоної та жовтої.

Цей прапор існував до 1890 року, коли Галичина-Володимерія отримала новий прапор, що складався з двох горизонтальних смуг: червоного та синього кольору. Він залишався у використанні до розпаду Королівства Галичини та Володимерії в 1918 році і відображений в Oesterreichisch-ungarische Wappenrolle Штроля (1898).

Прапор королівства Галичини та Володимирії (1772—1800, 1849—1890)
Прапор королівства Галичини та Володимирії (1800—1849)
Прапор королівства Галичини та Володимирії (1890—1918)
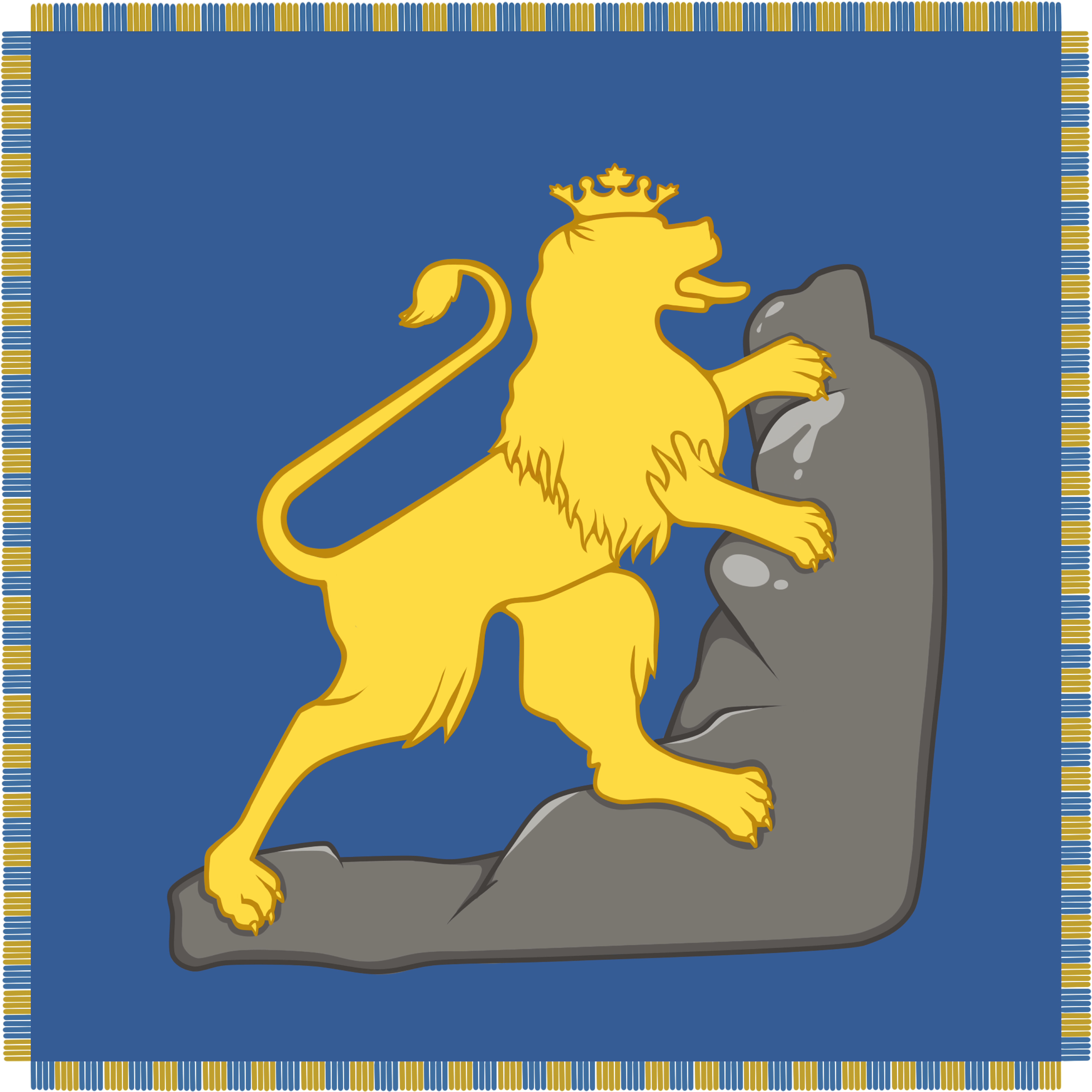
Національний прапор українців (1848)
Варіант національного прапора з 1848 р.
Варіант національного прапора з 1848 р.
Національний прапор поляків

## Королі Галичини та Володимирії
- Імператори Священної Римської імперії 1772—1806(1835) 
  - Марія-Терезія 1772—1780
  - Йозеф II (Йосип II) 1780—1790
  - Леопольд II 1790—1792
  - Франц II 1792—1835

- Імператори Австрійські 1835—1918
  - Фердинанд I 1835—1848
  - Франц Йозеф I (Франц Йосиф I) 1848—1916
  - Карл І 1916—1918